# Браницкий, Владислав Владиславович
Граф Владислав Владиславович Браницкий (1826—1884) — аристократ и помещик, камер-юнкер российского императорского двора, владелец Белой Церкви на Украине.

## Биография
Представитель польского дворянского рода Браницких герба «Корчак». Младший (четвертый) сын генерал-майора российской армии, графа Владислава Ксаверьевича Браницкого (1782—1843) и графини Розы Станиславовны Потоцкой (1780—1862). Старшие братья — графы Ксаверий, Александр и Константин Браницкие.
Владислав Браницкий был предводителем дворянства Васильковского уезда, депутатом Киевского губернского дворянского комитета от Васильковского уезда, камер-юнкером императорского двора.
Скончался в Париже 17 июля 1884 года[по какому календарю?] в возрасте 58 лет. После смерти Владислава Браницкого белоцерковское имение унаследовала его старшая дочь, Мария Розалия Браницкая, в замужестве — княгиня Радзивилл.

## Семья
Граф Владислав Браницкий женился 2 декабря 1862 года в Париже  на княгине Марии Аниеле Сапеге-Рожанской (18.09.1843—10.12.1919), дочери князя Евстафия Каетана Сапеги (1797—1860) и графини Розалии Юлии Мостовской (1809—1864). Супруги имели двух дочерей:
- Мария Розалия Браницкая, известная как Бичетта (8 октября 1863, Париж — 7 августа 1941, Рим), жена с 1883 года Ежи Фридриха Радзивилла, 15-го ордината Несвижского, 13-го ордината Клецкого (1860—1914), шесть детей
- София Браницкая (15 декабря 1871, Ницца — 28 июня 1935, Париж), 1-й муж с 1897 года принц Пётр Строцци-Майорка-Ренци (1855—1907), 2-й муж с 1908 года Карл Людвиг Халперт (1873—1931). Оба брака были бездетными.